# Kilis (prowincja)
Prowincja Kilis (tur. Kilis Ili) – jednostka administracyjna w południowej Turcji, położona przy granicy z Syrią.

## Dystrykty

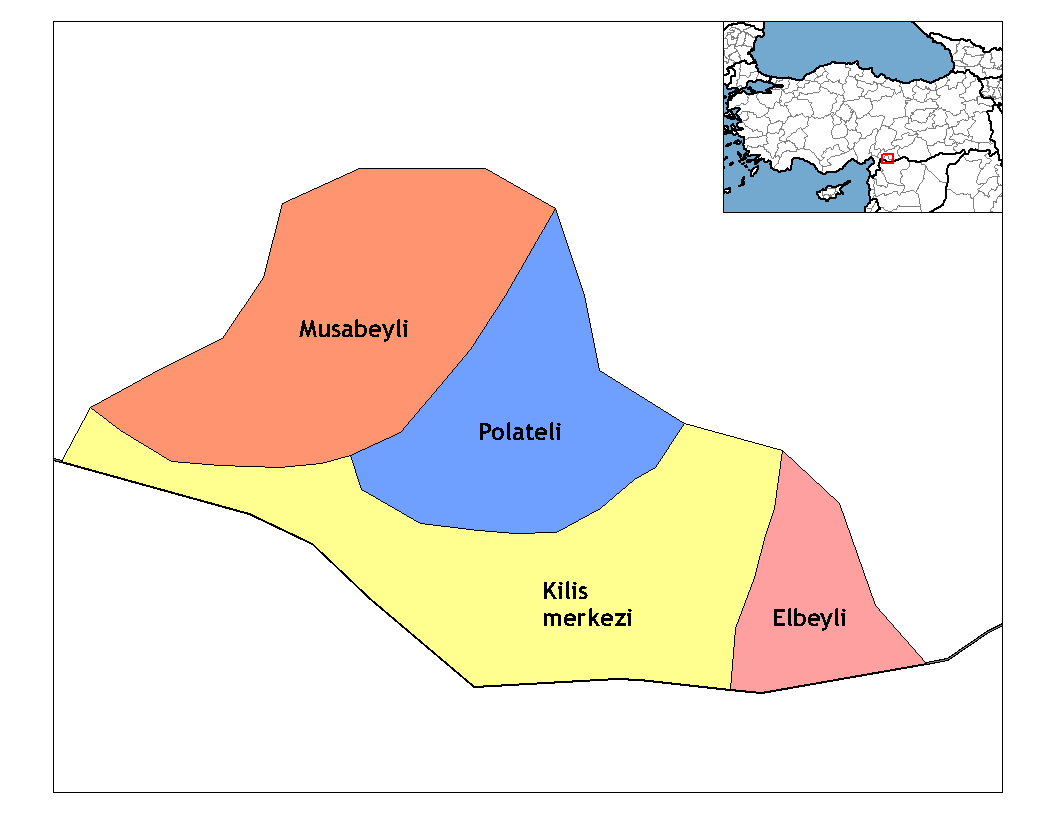
Dystrykty w prowincji Kilis

Prowincja Kilis dzieli się na cztery dystrykty:
- Elbeyli
- Kilis
- Musabeyli
- Polateli